# Serrat de Clavera
El Serrat de Clavera és una serra situada al municipi d'Alt Àneu a la comarca del Pallars Sobirà, amb una elevació màxima de 2.431 metres.